# Гарусский, Михаил Петрович
Михаил Петрович Гарусский (1894-1962) — генерал-майор Советской Армии, участник Гражданской войны, троекратный кавалер Ордена Красного Знамени РСФСР (1919, 1921, 1922).

## Биография
Михаил Гарусский родился в 1894 году в крестьянской семье. Служил в царской армии, участвовал в боях Первой мировой войны, дослужился до звания старшего унтер-офицера. В 1918 году Гарусский пошёл на службу в Рабоче-крестьянскую Красную Армию. Участвовал в боях Гражданской войны, будучи командиром взвода, батальона 94-го стрелкового полка, помощником командира 95-го стрелкового полка. Неоднократно отличался в боях.
Отличился во время отражения атаки вражеского бронепоезда в районе деревни Боровская Петроградской губернии. Приказом Революционного Военного Совета Республики № 288 в 1919 году командир взвода Михаил Гарусский был награждён первым орденом Красного Знамени РСФСР.
Во второй раз отличился во время боя в районе деревни Нестеровичи, в ходе которого получил ранение, но продолжал сражаться. Приказом Революционного Военного Совета Республики № 57 в 1921 году командир батальона Михаил Гарусский вторично был награждён орденом Красного Знамени РСФСР.
В третий раз отличился во время подавления Кронштадтского восстания. Приказом Революционного Военного Совета Республики № 65 в 1922 году помощник командира полка Михаил Гарусский был награждён третьим орденом Красного Знамени РСФСР.
После окончания Гражданской войны Гарусский продолжил службу в Рабоче-крестьянской Красной Армии. С марта 1940 года был начальником Рязанского военного пехотного училища (ныне — Рязанское высшее воздушно-десантное командное училище), руководил им вплоть до мая 1946 года. Был уволен в запас в звании генерал-майора. Проживал в Москве. Скончался в 1962 году, похоронен на Преображенском кладбище Москвы.

## Награды
- Два ордена Ленина (12.11.1943, 21.02.1945)
- Пять орденов Красного Знамени (14.10.1919, 17.02.1921, 10.03.1922, 3.11.1944, 20.06.1949)
- Ряд медалей.